# کوباگوشوو
کوباگوشوو (انگلیسی: Kubagushevo) یک شهرک در شهرستان اوچالینسکی استان باشقیرستان کشور روسیه است.